# Tachina involuta
Tachina involuta är en tvåvingeart som beskrevs av Walker 1853. Tachina involuta ingår i släktet Tachina och familjen parasitflugor. Inga underarter finns listade i Catalogue of Life.